# Duncan Henderson
Pour les articles homonymes, voir Henderson.
Duncan Henderson, né le 19 juillet 1949 à Culver City en Californie, et mort le 21 juin 2022 à Valencia dans le même état, est un producteur de cinéma américain.